# 德賴格羅夫鎮區 (伊利諾伊州麥克萊恩縣)
德賴格羅夫鎮區（英語：Dry Grove Township）是位於美國伊利諾伊州麥克萊恩縣的一個行政鎮區。

## 地方資料
根據2010年美國人口普查的數據，德賴格羅夫鎮區的面積為92.20平方千米，當中陸地面積為92.10平方千米，而水域面積為0.10平方千米。當地共有人口1579人，而人口密度為每平方千米17.13人。